# NGC 5807
NGC 5807 (другие обозначения — MCG 11-18-16, MK 832, ZWG 318.9, PGC 53373) — галактика в созвездии Дракон.
Этот объект входит в число перечисленных в оригинальной редакции «Нового общего каталога».